# Yigoga pygmaea
Yigoga pygmaea là một loài bướm đêm trong họ Noctuidae.